# Servo arbitrio
Il servo arbitrio è quel concetto filosofico e teologico secondo cui l'essere umano, nell'attuale condizione degenerata di caduta dal suo stato primordiale, non è libero di scegliere o di compiere il bene, e così guadagnarsi la salvezza elargita da Dio, perché la sua volontà è asservita al peccato e non può fare altro che volgersi al male.
Si contrappone al libero arbitrio, secondo cui l'essere umano è capace, fino a un certo grado, di scegliere liberamente tra bene e male. 

## Dottrina
(Paolo di Tarso, Lettera ai Romani, VII, 18-20)
Secondo questa dottrina, l'essere umano possiede una volontà corrotta, incapace di autodeterminarsi da sola, e pertanto soggetta alla necessità di sollecitazioni esterne.

### Predestinazione
Solo un sovrano e diretto intervento di Dio, mediato dallo Spirito Santo, lo potrebbe liberare. Questo è ciò che Dio opera in coloro ai quali, sin dall'eternità, Egli avrebbe deciso per predestinazione, senza alcun merito da parte loro, di impartire la grazia della salvezza.
Il concetto di "servo arbitrio" non implica che l'essere umano non sia libero di operare delle scelte nelle questioni della vita ordinaria, sebbene anch'esse siano condizionate da diversi fattori.
Questo concetto, che è una delle cause delle divisioni tra Chiesa cattolica e protestante, nasce da alcune considerazioni riguardanti l'onniscienza della figura divina.
Una forte affermazione di questo concetto si ebbe con Martin Lutero, che nel De servo arbitrio ne fece una delle basi del suo pensiero teologico.
Al concetto di servo arbitrio si contrappone quello di libero arbitrio, che in campo filosofico difende la libertà dell'uomo nello scegliere delle sue azioni e quindi, in campo teologico, di guadagnarsi in base ad esse la salvezza.